# مثلث (فیلم ۲۰۰۱)
«مثلث» (انگلیسی: The Triangle (film)) یک تله‌فیلم آمریکایی در ژانر دلهره‌آور میباشد که در سال ۲۰۰۱ منتشر شد. از بازیگران آن می‌توان به لوک پری، اولیویا دابو، دیوید هیولت، و دوریان هاروود اشاره کرد.